# Żadany (obwód winnicki)
Żadany (ukr. Жадани) – wieś na Ukrainie, w obwodzie winnickim, w rejonie winnickim. W 2001 liczyła 803 mieszkańców, wśród których 791 wskazało jako ojczysty język ukraiński, a 12 rosyjski.